# 开路影业
开路影业（Open Road Flims，有时称 Open Road）是一家于2011年成立的美国独立电影发行公司。总部位于加州好莱坞。

## 简介
该公司成立于2011年3月，由美国最大的两家电影院连锁公司AMC Entertainment和永高娛樂集團合资成立。公司计划每年发行8到10部电影。狮门娱乐公司和溫斯坦影業的前主管Tom Ortenberg担任公司CEO。
2011年6月28日，该公司与網路影視製作公司Netflix签署了一份付费电视方面的合约。

## 电影

### 2011
- 《铁血精英》Killer Elite(9月23日, 2011)

### 2012
- 《即刻獵殺》The Grey (1月27日, 2012)
- 《一噤到底》Silent House (3月9日, 2012)
- 《天外封鎖線》Lockout(4月13日, 2012)
- 《飆客找麻煩》Hit and Run(8月22日, 2012)
- 《火線赤子情》End of Watch(9月21日, 2012)
- 《沉默之丘：啟示錄3D》(10月26日, 2012)
- 《赤色黎明》Red Dawn (11月21日, 2012)

### 2013
- 《謎離藥謊》Side Effects(2月8日, 2013)
- 《宿主》The Host (3月29日, 2013)

## 拍摄中
- Breacher
- The Key Man